# Arbella Stuart
Arbella Stuart (1575 – Torre di Londra, 25 settembre 1615) era figlia di Elisabeth Cavendish e di Charles Stuart, fratello di Enrico Stuart, Lord Darnley, secondo marito di Maria Stuarda, regina di Scozia. Arbella era dunque cugina di Giacomo I d'Inghilterra. Per parte di padre era nipote di Matthew Stuart e Margaret Douglas, a sua volta figlia di Archibald Douglas, VI conte di Angus e Margherita Tudor. Quest'ultima era figlia di Enrico VII d'Inghilterra e sorella del suo successore Enrico VIII d'Inghilterra e questo rendeva Arbella particolarmente vicina al trono inglese. Per parte di madre invece era nipote di William Cavendish e Bess di Hardwick. Arbella trascorse l'ultimo periodo della sua vita prigioniera nella Torre di Londra, dove morì di inedia il 25 settembre 1615. Fu sepolta nell'abbazia di Westminster.

## Infanzia

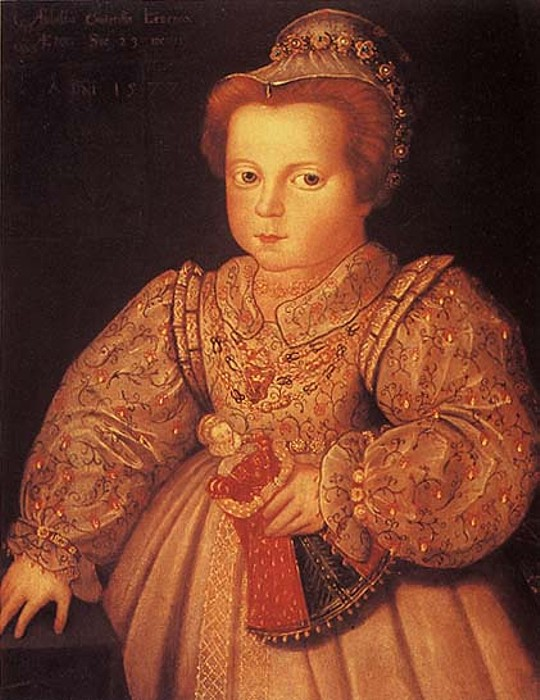
Arbella Stuart da bambina

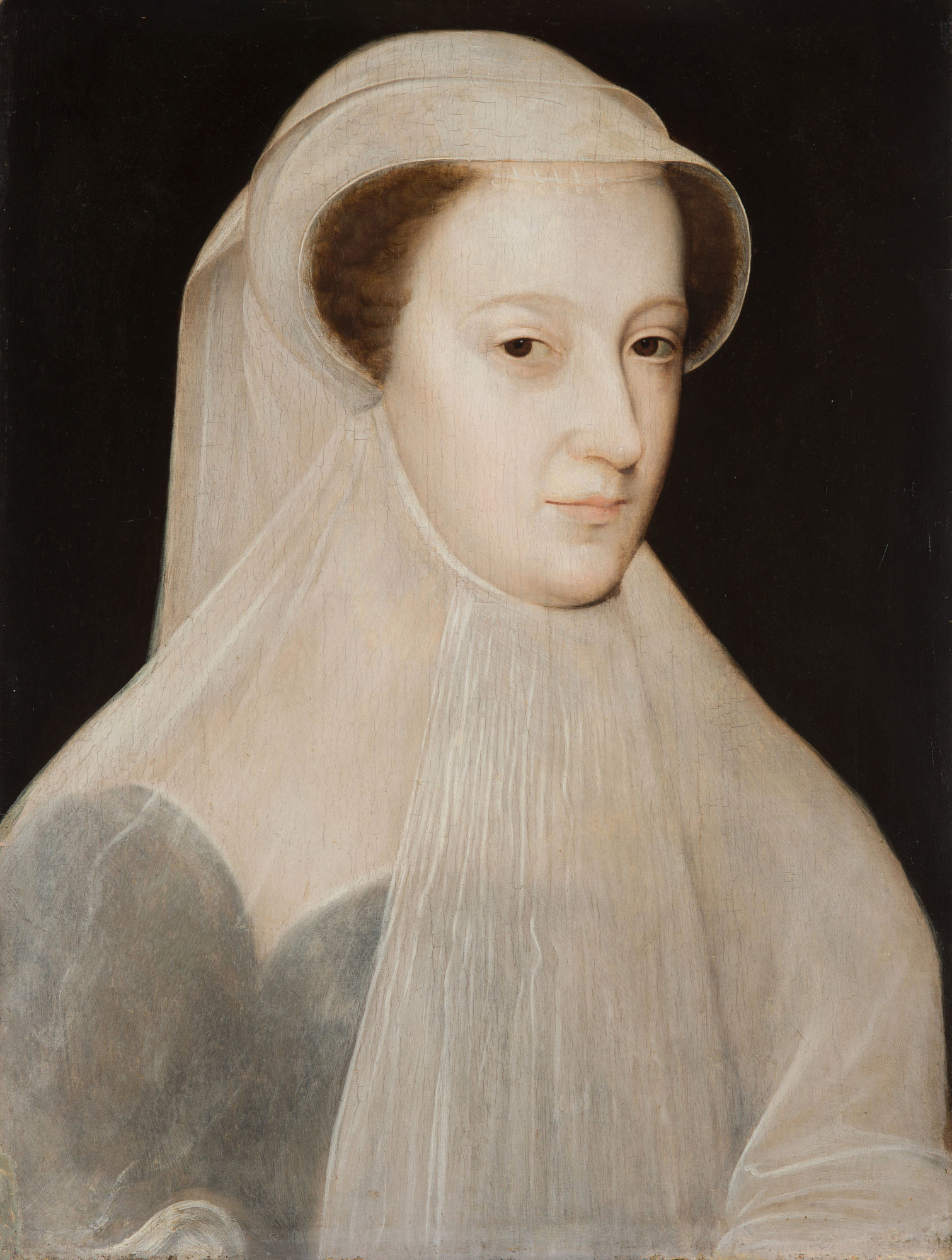
Ritratto di Maria Stuarda, zia di Arbella

Arbella Stuart nacque nel 1575, unica figlia di Charles Stuart ed Elizabeth Cavendish (31 marzo 1555-gennaio 1582). Suo padre morì nel 1576 ed ella rimase con la madre fino al 1582, quando anch'ella spirò. Arbella, rimasta orfana, passò sotto la custodia della nonna materna Bess di Hardwick e non sotto quella di William Cecil, I barone Burghley, mastro della Court of Wards and Liveries, come ci si sarebbe potuto aspettare.
Arbella trascorse buona parte della propria infanzia presso Hardwick Hall, nel Derbyshire, dove la nonna viveva insieme al quarto marito George Talbot, VI conte di Shrewsbury, che aveva sposato nel 1568. A quanto pare, in quegli anni ella fece periodicamente delle visite a corte insieme alla nonna nel 1587, nel 1588 e una molto lunga dal novembre 1591 al luglio 1592.
Maria Stuarda, regina di Scozia, a quel tempo prigioniera di Elisabetta I e tenuta sotto sorveglianza proprio dal conte di Shrewsbury, ebbe modo di godere della compagnia della nipotina e le si affezionò molto. Quando morirono Charles Stuart e poi Margaret Lennox, la deposta regina chiese sia alla regina Elisabetta I, sia al figlio Giacomo VI che ad Arbella fossero riconosciuti i suoi diritti ereditari sulla contea di Lennox e che potesse ereditare i gioielli della sua famiglia. Il desiderio di Maria sarebbe stato addidittura di far sposare il figlio Giacomo con la cugina Arbella. Tutte le richieste non furono mai esaudite e dopo l'esecuzione di Maria, che non dimenticò la nipote nel suo testamento, più nessuno si interessò alle sorti della piccola Stuart.

## Possibile erede al trono d'Inghilterra
La posizione di Arbella era tuttavia assai pericolosa, in quanto si trovava di fatto pretendente al trono di due paesi, Scozia e Inghilterra, al pari del cugino Giacomo, che in quanto maschio aveva comunque la precedenza. Pericolosa in quanto la fanciulla poteva essere coinvolta in cospirazioni ai danni dell'attuale regnante e quindi punita duramente, come era già successo, per non andare troppo lontano nel tempo, alla sua stessa zia Maria.
Per qualche tempo, attorno al 1592, Elisabetta I d'Inghilterra guardò alla cugina come una possibile erede in alternativa al loro cugino Giacomo VI di Scozia. Nella primavera del 1593 William Cecil, influente consigliere della regina, e suo figlio Robert Cecil, I conte di Salisbury distolsero l'attenzione della regina da Arbella, riportandola su Giacomo quale erede preferibile per il trono.
In quanto possibile erede al trono, Arbella passò del tempo a corte, ma molto ne passò anche in campagna con la nonna, dove si completò la sua educazione attraverso lo studio delle lingue e di alcuni strumenti quali il liuto, il virginale e la viola da gamba.
La situazione divenne ancor più delicata quando alla morte di Elisabetta I, nel 1603, salì al trono Giacomo VI, col nome di Giacomo I d'Inghilterra. Poco dopo venne messa in piedi una congiura passata alla storia con il nome di Main Plot, che coinvolgeva presumibilmente anche Walter Raleigh, che prevedeva la deposizione di Giacomo a favore di Arbella. Quando ella fu invitata ad aderire dando il proprio consenso scritto a Filippo III di Spagna, Arbella rifiutò, informando subito le autorità competenti.

## Le molte trattative matrimoniali

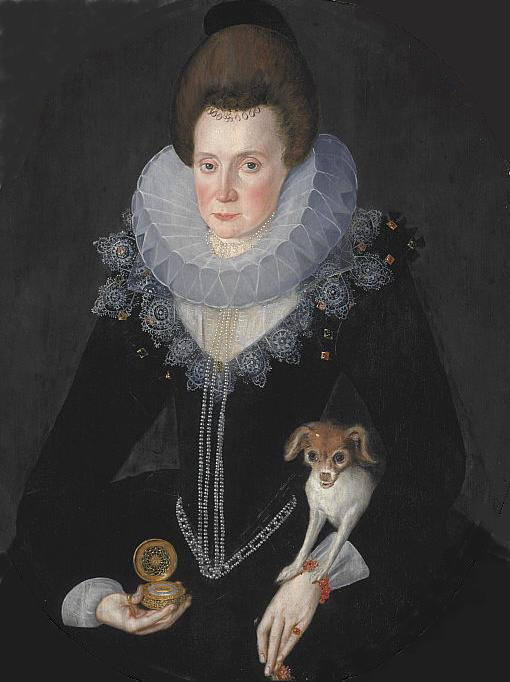
Ritratto di Arbella Stuart, 1605 circa

Arbella restava in ogni caso una figura importante, giacché era assai vicina al trono nella linea di successione, e si ritenne di dover organizzare per lei un buon matrimonio nel caso i suoi figli avessero dovuto ereditare il trono. La Chiesa cattolica sarebbe stata di sicuro soddisfatta nel vederla convolare a nozze con un membro di Casa Savoia così che, se ella fosse riuscita a succedere a Giacomo, avrebbe permesso al Vaticano di veder tornare il cattolicesimo in Inghilterra. Fu discussa anche la sua possibile unione con Ranuccio I Farnese, figlio maggiore di Alessandro Farnese e Maria d'Aviz. Persino il Papa si interessò alla cosa, pensando che suo fratello, che era un cardinale, sarebbe stato un ottimo marito per Arbella, tanto che lo sospese per permetterle di sposarla e da lì puntare al trono inglese. Di tutto questo però non se ne fece niente, se non altro perché Arbella dimostrò di essere aderente al Protestantesimo.
Negli ultimi mesi del regno di Elisabetta, Arbella si trovò coinvolta nelle voci che volevano che ella stesse pensando di maritarsi con Edward Seymour, visconte di Beauchamp (1568-1618), come venne riferito alla regina dal nonno di lui Edward Seymour, I conte di Hertford. Arbella negò fermamente di volersi sposare senza il consenso della regina, unico mezzo perché un matrimonio venisse dichiarato legale.
Già nel 1588 fu proposto che ella si sposasse con Ludovic Stewart, II duca di Lennox, ma il matrimonio sfumò; nel 1604 Sigismondo III di Svezia mandò un ambasciatore perché offrisse la propria mano ad Arbella, ma nonostante la prospettiva di diventare regina l'offerta venne rifiutata.

## Matrimonio con William Seymour, prigionia e morte
Nel 1608 la nonna di Arbella morì, lasciandola senza una figura di riferimento che la consigliasse e provvedesse a lei. Arbella, non riuscendo a trovare un degno sposo, commise il grave errore di fuggire con William Seymour, nipote di Lady Catherine Grey, appartenente a quel ramo della famiglia Tudor macchiata tante volte dal tradimento. La sorella di Catherine era infatti Jane Grey, che il suocero John Dudley, I duca di Northumberland aveva posto sul trono per nove giorni prima che Maria I Tudor la deponesse. I Grey discendevano da Maria Tudor, sorella minore di Enrico VIII d'Inghilterra.
All'inizio Arbella e il marito negarono che esistesse un qualche accordo fra di loro, ma infine si sposarono segretamente il 22 giugno 1610 presso il Palace of Placentia, senza l'accordo del re. Giacomo fece pagare il loro gesto con l'arresto: William venne portato alla Torre di Londra, mentre Arbella fu imprigionata presso una casa di Lambeth. I due godevano di una qualche libertà e questo permise loro di corrispondere; quando il re lo scoprì, ordinò che Arbella venisse posta sotto la custodia di William James (1542-1617), vescovo di Durham. Per ritardare il trasferimento ella si finse malata e usò quel ritardo per fuggire - vestita da uomo - nel Kent, dove doveva raggiungerla William per poi fuggire insieme nelle Fiandre. Non vedendolo arrivare, Arbella s'imbarcò. William prese la nave successiva, mentre quella di lei venne raggiunta dalle imbarcazioni di Giacomo, che la ricatturarono e la riportarono a Londra nella Torre. Ad Arbella non venne più permesso di vedere il marito e morì di inedia in prigione il 25 settembre 1615. Fu sepolta a Westminster nella cripta della zia Maria Stuart.

## Genealogia
|                         |                         |                         |                         |                         |                         |                         |                         |                  |                  |                  |                  |                |                | Enrico VII d'Inghilterra | Enrico VII d'Inghilterra | Enrico VII d'Inghilterra | Enrico VII d'Inghilterra | Enrico VII d'Inghilterra | Enrico VII d'Inghilterra |                            |                            |                            |                            |                            |                            | Elisabetta di York       | Elisabetta di York       | Elisabetta di York       | Elisabetta di York       | Elisabetta di York       | Elisabetta di York       |                |                |                 |                 |                 |                 |                 |                 |                 |                 |                 |                 |                   |                   |                   |                   |                   |                   |  |  |  |  |  |  |  |  |  |  |  |  |  |  |  |  |  |  |  |  |  |  |  |  |  |  |  |  |  |  |  |  |  |  |  |  |  |  |  |  |  |  |  |  |
|                         |                         |                         |                         |                         |                         |                         |                         |                  |                  |                  |                  |                |                | Enrico VII d'Inghilterra | Enrico VII d'Inghilterra | Enrico VII d'Inghilterra | Enrico VII d'Inghilterra | Enrico VII d'Inghilterra | Enrico VII d'Inghilterra |                            |                            |                            |                            |                            |                            | Elisabetta di York       | Elisabetta di York       | Elisabetta di York       | Elisabetta di York       | Elisabetta di York       | Elisabetta di York       |                |                |                 |                 |                 |                 |                 |                 |                 |                 |                 |                 |                   |                   |                   |                   |                   |                   |  |  |  |  |  |  |  |  |  |  |  |  |  |  |  |  |  |  |  |  |  |  |  |  |  |  |  |  |  |  |  |  |  |  |  |  |  |  |  |  |  |  |  |  |
|                         |                         |                         |                         |                         |                         |                         |                         |                  |                  |                  |                  |                |                |                          |                          |                          |                          |                          |                          |                            |                            |                            |                            |                            |                            |                          |                          |                          |                          |                          |                          |                |                |                 |                 |                 |                 |                 |                 |                 |                 |                 |                 |                   |                   |                   |                   |                   |                   |  |  |  |  |  |  |  |  |  |  |  |  |  |  |  |  |  |  |  |  |  |  |  |  |  |  |  |  |  |  |  |  |  |  |  |  |  |  |  |  |  |  |  |  |
|                         |                         |                         |                         |                         |                         |                         |                         |                  |                  |                  |                  |                |                |                          |                          |                          |                          |                          |                          |                            |                            |                            |                            |                            |                            |                          |                          |                          |                          |                          |                          |                |                |                 |                 |                 |                 |                 |                 |                 |                 |                 |                 |                   |                   |                   |                   |                   |                   |  |  |  |  |  |  |  |  |  |  |  |  |  |  |  |  |  |  |  |  |  |  |  |  |  |  |  |  |  |  |  |  |  |  |  |  |  |  |  |  |  |  |  |  |
|                         |                         |                         |                         | Margherita Tudor        | Margherita Tudor        | Margherita Tudor        | Margherita Tudor        | Margherita Tudor | Margherita Tudor |                  |                  |                |                |                          |                          |                          |                          |                          |                          | Enrico VIII d'Inghilterra  | Enrico VIII d'Inghilterra  | Enrico VIII d'Inghilterra  | Enrico VIII d'Inghilterra  | Enrico VIII d'Inghilterra  | Enrico VIII d'Inghilterra  |                          |                          |                          |                          |                          |                          |                |                |                 |                 |                 |                 | Maria Tudor     | Maria Tudor     | Maria Tudor     | Maria Tudor     | Maria Tudor     | Maria Tudor     |                   |                   |                   |                   |                   |                   |  |  |  |  |  |  |  |  |  |  |  |  |  |  |  |  |  |  |  |  |  |  |  |  |  |  |  |  |  |  |  |  |  |  |  |  |  |  |  |  |  |  |  |  |
|                         |                         |                         |                         | Margherita Tudor        | Margherita Tudor        | Margherita Tudor        | Margherita Tudor        | Margherita Tudor | Margherita Tudor |                  |                  |                |                |                          |                          |                          |                          |                          |                          | Enrico VIII d'Inghilterra  | Enrico VIII d'Inghilterra  | Enrico VIII d'Inghilterra  | Enrico VIII d'Inghilterra  | Enrico VIII d'Inghilterra  | Enrico VIII d'Inghilterra  |                          |                          |                          |                          |                          |                          |                |                |                 |                 |                 |                 | Maria Tudor     | Maria Tudor     | Maria Tudor     | Maria Tudor     | Maria Tudor     | Maria Tudor     |                   |                   |                   |                   |                   |                   |  |  |  |  |  |  |  |  |  |  |  |  |  |  |  |  |  |  |  |  |  |  |  |  |  |  |  |  |  |  |  |  |  |  |  |  |  |  |  |  |  |  |  |  |
|                         |                         |                         |                         |                         |                         |                         |                         |                  |                  |                  |                  |                |                |                          |                          |                          |                          |                          |                          |                            |                            |                            |                            |                            |                            |                          |                          |                          |                          |                          |                          |                |                |                 |                 |                 |                 |                 |                 |                 |                 |                 |                 |                   |                   |                   |                   |                   |                   |  |  |  |  |  |  |  |  |  |  |  |  |  |  |  |  |  |  |  |  |  |  |  |  |  |  |  |  |  |  |  |  |  |  |  |  |  |  |  |  |  |  |  |  |
| Giacomo V di Scozia     | Giacomo V di Scozia     | Giacomo V di Scozia     | Giacomo V di Scozia     | Giacomo V di Scozia     | Giacomo V di Scozia     | Margaret Douglas        | Margaret Douglas        | Margaret Douglas | Margaret Douglas | Margaret Douglas | Margaret Douglas |                |                | Maria I d'Inghilterra    | Maria I d'Inghilterra    | Maria I d'Inghilterra    | Maria I d'Inghilterra    | Maria I d'Inghilterra    | Maria I d'Inghilterra    | Elisabetta I d'Inghilterra | Elisabetta I d'Inghilterra | Elisabetta I d'Inghilterra | Elisabetta I d'Inghilterra | Elisabetta I d'Inghilterra | Elisabetta I d'Inghilterra | Edoardo VI d'Inghilterra | Edoardo VI d'Inghilterra | Edoardo VI d'Inghilterra | Edoardo VI d'Inghilterra | Edoardo VI d'Inghilterra | Edoardo VI d'Inghilterra |                |                | Frances Brandon | Frances Brandon | Frances Brandon | Frances Brandon | Frances Brandon | Frances Brandon | Eleanor Brandon | Eleanor Brandon | Eleanor Brandon | Eleanor Brandon | Eleanor Brandon   | Eleanor Brandon   |                   |                   |                   |                   |  |  |  |  |  |  |  |  |  |  |  |  |  |  |  |  |  |  |  |  |  |  |  |  |  |  |  |  |  |  |  |  |  |  |  |  |  |  |  |  |  |  |  |  |
| Giacomo V di Scozia     | Giacomo V di Scozia     | Giacomo V di Scozia     | Giacomo V di Scozia     | Giacomo V di Scozia     | Giacomo V di Scozia     | Margaret Douglas        | Margaret Douglas        | Margaret Douglas | Margaret Douglas | Margaret Douglas | Margaret Douglas |                |                | Maria I d'Inghilterra    | Maria I d'Inghilterra    | Maria I d'Inghilterra    | Maria I d'Inghilterra    | Maria I d'Inghilterra    | Maria I d'Inghilterra    | Elisabetta I d'Inghilterra | Elisabetta I d'Inghilterra | Elisabetta I d'Inghilterra | Elisabetta I d'Inghilterra | Elisabetta I d'Inghilterra | Elisabetta I d'Inghilterra | Edoardo VI d'Inghilterra | Edoardo VI d'Inghilterra | Edoardo VI d'Inghilterra | Edoardo VI d'Inghilterra | Edoardo VI d'Inghilterra | Edoardo VI d'Inghilterra |                |                | Frances Brandon | Frances Brandon | Frances Brandon | Frances Brandon | Frances Brandon | Frances Brandon | Eleanor Brandon | Eleanor Brandon | Eleanor Brandon | Eleanor Brandon | Eleanor Brandon   | Eleanor Brandon   |                   |                   |                   |                   |  |  |  |  |  |  |  |  |  |  |  |  |  |  |  |  |  |  |  |  |  |  |  |  |  |  |  |  |  |  |  |  |  |  |  |  |  |  |  |  |  |  |  |  |
|                         |                         |                         |                         |                         |                         |                         |                         |                  |                  |                  |                  |                |                |                          |                          |                          |                          |                          |                          |                            |                            |                            |                            |                            |                            |                          |                          |                          |                          |                          |                          |                |                |                 |                 |                 |                 |                 |                 |                 |                 |                 |                 |                   |                   |                   |                   |                   |                   |  |  |  |  |  |  |  |  |  |  |  |  |  |  |  |  |  |  |  |  |  |  |  |  |  |  |  |  |  |  |  |  |  |  |  |  |  |  |  |  |  |  |  |  |
| Maria, regina di Scozia | Maria, regina di Scozia | Maria, regina di Scozia | Maria, regina di Scozia | Maria, regina di Scozia | Maria, regina di Scozia | Henry Stuart            | Henry Stuart            | Henry Stuart     | Henry Stuart     | Henry Stuart     | Henry Stuart     | Charles Stuart | Charles Stuart | Charles Stuart           | Charles Stuart           | Charles Stuart           | Charles Stuart           |                          |                          |                            |                            |                            |                            | Jane Grey                  | Jane Grey                  | Jane Grey                | Jane Grey                | Jane Grey                | Jane Grey                | Catherine Grey           | Catherine Grey           | Catherine Grey | Catherine Grey | Catherine Grey  | Catherine Grey  | Mary Grey       | Mary Grey       | Mary Grey       | Mary Grey       | Mary Grey       | Mary Grey       |                 |                 | Margaret Clifford | Margaret Clifford | Margaret Clifford | Margaret Clifford | Margaret Clifford | Margaret Clifford |  |  |  |  |  |  |  |  |  |  |  |  |  |  |  |  |  |  |  |  |  |  |  |  |  |  |  |  |  |  |  |  |  |  |  |  |  |  |  |  |  |  |  |  |
| Maria, regina di Scozia | Maria, regina di Scozia | Maria, regina di Scozia | Maria, regina di Scozia | Maria, regina di Scozia | Maria, regina di Scozia | Henry Stuart            | Henry Stuart            | Henry Stuart     | Henry Stuart     | Henry Stuart     | Henry Stuart     | Charles Stuart | Charles Stuart | Charles Stuart           | Charles Stuart           | Charles Stuart           | Charles Stuart           |                          |                          |                            |                            |                            |                            | Jane Grey                  | Jane Grey                  | Jane Grey                | Jane Grey                | Jane Grey                | Jane Grey                | Catherine Grey           | Catherine Grey           | Catherine Grey | Catherine Grey | Catherine Grey  | Catherine Grey  | Mary Grey       | Mary Grey       | Mary Grey       | Mary Grey       | Mary Grey       | Mary Grey       |                 |                 | Margaret Clifford | Margaret Clifford | Margaret Clifford | Margaret Clifford | Margaret Clifford | Margaret Clifford |  |  |  |  |  |  |  |  |  |  |  |  |  |  |  |  |  |  |  |  |  |  |  |  |  |  |  |  |  |  |  |  |  |  |  |  |  |  |  |  |  |  |  |  |
|                         |                         |                         |                         |                         |                         |                         |                         |                  |                  |                  |                  |                |                |                          |                          |                          |                          |                          |                          |                            |                            |                            |                            |                            |                            |                          |                          |                          |                          |                          |                          |                |                |                 |                 |                 |                 |                 |                 |                 |                 |                 |                 |                   |                   |                   |                   |                   |                   |  |  |  |  |  |  |  |  |  |  |  |  |  |  |  |  |  |  |  |  |  |  |  |  |  |  |  |  |  |  |  |  |  |  |  |  |  |  |  |  |  |  |  |  |
|                         |                         | Giacomo I d'Inghilterra | Giacomo I d'Inghilterra | Giacomo I d'Inghilterra | Giacomo I d'Inghilterra | Giacomo I d'Inghilterra | Giacomo I d'Inghilterra |                  |                  |                  |                  |                |                | Arbella Stuart           | Arbella Stuart           | Arbella Stuart           | Arbella Stuart           | Arbella Stuart           | Arbella Stuart           |                            |                            |                            |                            |                            |                            |                          |                          |                          |                          |                          |                          |                |                |                 |                 |                 |                 |                 |                 |                 |                 |                 |                 | ebbe discendenza  | ebbe discendenza  | ebbe discendenza  | ebbe discendenza  | ebbe discendenza  | ebbe discendenza  |  |  |  |  |  |  |  |  |  |  |  |  |  |  |  |  |  |  |  |  |  |  |  |  |  |  |  |  |  |  |  |  |  |  |  |  |  |  |  |  |  |  |  |  |
|                         |                         | Giacomo I d'Inghilterra | Giacomo I d'Inghilterra | Giacomo I d'Inghilterra | Giacomo I d'Inghilterra | Giacomo I d'Inghilterra | Giacomo I d'Inghilterra |                  |                  |                  |                  |                |                | Arbella Stuart           | Arbella Stuart           | Arbella Stuart           | Arbella Stuart           | Arbella Stuart           | Arbella Stuart           |                            |                            |                            |                            |                            |                            |                          |                          |                          |                          |                          |                          |                |                |                 |                 |                 |                 |                 |                 |                 |                 |                 |                 | ebbe discendenza  | ebbe discendenza  | ebbe discendenza  | ebbe discendenza  | ebbe discendenza  | ebbe discendenza  |  |  |  |  |  |  |  |  |  |  |  |  |  |  |  |  |  |  |  |  |  |  |  |  |  |  |  |  |  |  |  |  |  |  |  |  |  |  |  |  |  |  |  |  |

### Ascendenza
|                     |                  |                                      | Genitori                        |  |  | Nonni |  |  | Bisnonni     |  |  | Trisnonni                           |  |
|                     |                  |                                      |                                 |  |  |       |  |  | John Stewart |  |  | Matthew Stewart, II conte di Lennox |  |
|                     |                  |                                      |                                 |  |  |       |  |  | John Stewart |  |  | Matthew Stewart, II conte di Lennox |  |
|                     |                  | Elizabeth Hamilton                   |                                 |  |  |       |  |  | John Stewart |  |  |                                     |  |
| Matthew Stuart      |                  |                                      |                                 |  |  |       |  |  | John Stewart |  |  |                                     |  |
|                     |                  | Elizabeth Stewart                    | John Stewart, I conte di Atholl |  |  |       |  |  |              |  |  |                                     |  |
|                     |                  | Elizabeth Stewart                    | John Stewart, I conte di Atholl |  |  |       |  |  |              |  |  |                                     |  |
|                     |                  | Elizabeth Stewart                    | Eleanor Sinclair                |  |  |       |  |  |              |  |  |                                     |  |
| Charles Stuart      |                  | Elizabeth Stewart                    |                                 |  |  |       |  |  |              |  |  |                                     |  |
|                     |                  | Archibald Douglas, VI conte di Angus | George Douglas, lord Douglas    |  |  |       |  |  |              |  |  |                                     |  |
|                     |                  | Archibald Douglas, VI conte di Angus | George Douglas, lord Douglas    |  |  |       |  |  |              |  |  |                                     |  |
|                     |                  | Archibald Douglas, VI conte di Angus | Elizabeth Drummond              |  |  |       |  |  |              |  |  |                                     |  |
| Margaret Douglas    |                  | Archibald Douglas, VI conte di Angus |                                 |  |  |       |  |  |              |  |  |                                     |  |
|                     |                  | Margherita Tudor                     | Enrico VII d'Inghilterra        |  |  |       |  |  |              |  |  |                                     |  |
|                     |                  | Margherita Tudor                     | Enrico VII d'Inghilterra        |  |  |       |  |  |              |  |  |                                     |  |
|                     |                  | Margherita Tudor                     | Elisabetta di York              |  |  |       |  |  |              |  |  |                                     |  |
| lady Arbella Stuart |                  | Margherita Tudor                     |                                 |  |  |       |  |  |              |  |  |                                     |  |
|                     | Thomas Cavendish | Thomas Cavendish                     |                                 |  |  |       |  |  |              |  |  |                                     |  |
|                     | Thomas Cavendish | Thomas Cavendish                     |                                 |  |  |       |  |  |              |  |  |                                     |  |
|                     | Thomas Cavendish | Katherine Scudamore                  |                                 |  |  |       |  |  |              |  |  |                                     |  |
| William Cavendish   | Thomas Cavendish |                                      |                                 |  |  |       |  |  |              |  |  |                                     |  |
|                     |                  | Alice Smith                          | John Smith                      |  |  |       |  |  |              |  |  |                                     |  |
|                     |                  | Alice Smith                          | John Smith                      |  |  |       |  |  |              |  |  |                                     |  |
|                     |                  | Alice Smith                          | Alice Brecknock                 |  |  |       |  |  |              |  |  |                                     |  |
| Elizabeth Cavendish |                  | Alice Smith                          |                                 |  |  |       |  |  |              |  |  |                                     |  |
|                     |                  | John Hardwick                        | John Hardwick                   |  |  |       |  |  |              |  |  |                                     |  |
|                     |                  | John Hardwick                        | John Hardwick                   |  |  |       |  |  |              |  |  |                                     |  |
|                     |                  | John Hardwick                        | Elizabeth Pinchbeck             |  |  |       |  |  |              |  |  |                                     |  |
| Bess di Hardwick    |                  | John Hardwick                        |                                 |  |  |       |  |  |              |  |  |                                     |  |
|                     |                  | Elizabeth Leeke                      | Thomas Leake                    |  |  |       |  |  |              |  |  |                                     |  |
|                     |                  | Elizabeth Leeke                      | Thomas Leake                    |  |  |       |  |  |              |  |  |                                     |  |
|                     |                  | Elizabeth Leeke                      | Margaret Fox                    |  |  |       |  |  |              |  |  |                                     |  |
|                     |                  | Elizabeth Leeke                      |                                 |  |  |       |  |  |              |  |  |                                     |  |